# Nedereindseweg
De Nedereindseweg is een ongeveer zes kilometer lange, van oost naar west en aan het eind naar noordwest lopende weg in de Nederlandse gemeenten Nieuwegein en Utrecht. Oorspronkelijk lag het begin van deze weg bij de Vaartsche Rijn. Een kort stuk van deze weg bij de Vaartsche Rijn heet thans Het Sluisje. In het westen eindigt de Nedereindseweg op de provinciale weg 228, oftewel de Meerndijk. Het oostelijk deel van ongeveer twee kilometer, tot het viaduct onder de A2, ligt in Nieuwegein-Noord. De overige circa vier kilometer ten westen van de A2 ligt in het poldergebied Rijnenburg in de gemeente Utrecht. Op kaarten voor 2009 werd Nedereindseweg als buurtschap aangemerkt, vanaf deze tijd wordt de buurtschap als Rijnenburg aangemerkt. 
Het Nieuwegeinse gedeelte van de Nedereindseweg heeft vele zijstraten en kruist onder andere de A.C. Verhoefweg en de Batauweg. Bij het viaduct onder de A2 eindigt de bebouwde kom van Nieuwegein. Het vier kilometer lange deel aan de westzijde  is een landweg met boerderijen en heeft op de parallel met de A2 lopende Ringkade na geen zijwegen.

## Geschiedenis
Het voormalige dorp Jutphaas bestond aanvankelijk uit één lang van oost naar west lopend lint van boerderijen en andere gebouwen. Door de aanleg van de Vaartsche Rijn in de 12e eeuw werd Jutphaas in tweeën gedeeld: het Overeind van Jutphaas ten oosten van dit kanaal en het Nedereind van Jutphaas ten westen ervan. Nadat Jutphaas dankzij de Vaartsche Rijn was gaan groeien, kreeg het een dorpskern en kwamen er meer straten. Hierdoor veranderden de namen Overeind en Nedereind in Overeindseweg en Nedereindseweg.
Het Nedereind van Jutphaas liep oorspronkelijk dood in het westen. Later, waarschijnlijk al in de middeleeuwen, kreeg het dode uiteinde een uitweg naar de omstreeks het jaar 1200 aangelegde Meerndijk. Aan dit laatste deel van de huidige Nedereindseweg staan weinig woningen. Het huis aan het eind van deze uitweg, op de hoek met de Meerndijk, draagt de naam Stenen Kamer en ligt net buiten de gemeentegrens van Utrecht in de gemeente IJsselstein. 
Aan de Nedereindseweg bevindt zich onder andere de protestantse Dorpskerk, een rijksmonument, gebouwd in 1819-1820. Ook staan aan deze weg verschillende rijksmonumentale boerderijen uit de 17e eeuw. Het oorlogsmonument voor de gevallenen in de jaren 1940-1945 is vervaardigd door Albert Dresmé. In 1967 vestigde zich Drive-in RICK, een wegrestaurantketen, aan de Nedereindseweg 203. In de jaren 1980 brandde het leegstaande pand tot de grond toe af. Alleen in het Verenigd Koninkrijk is deze keten nog te vinden.

## Fotogalerij

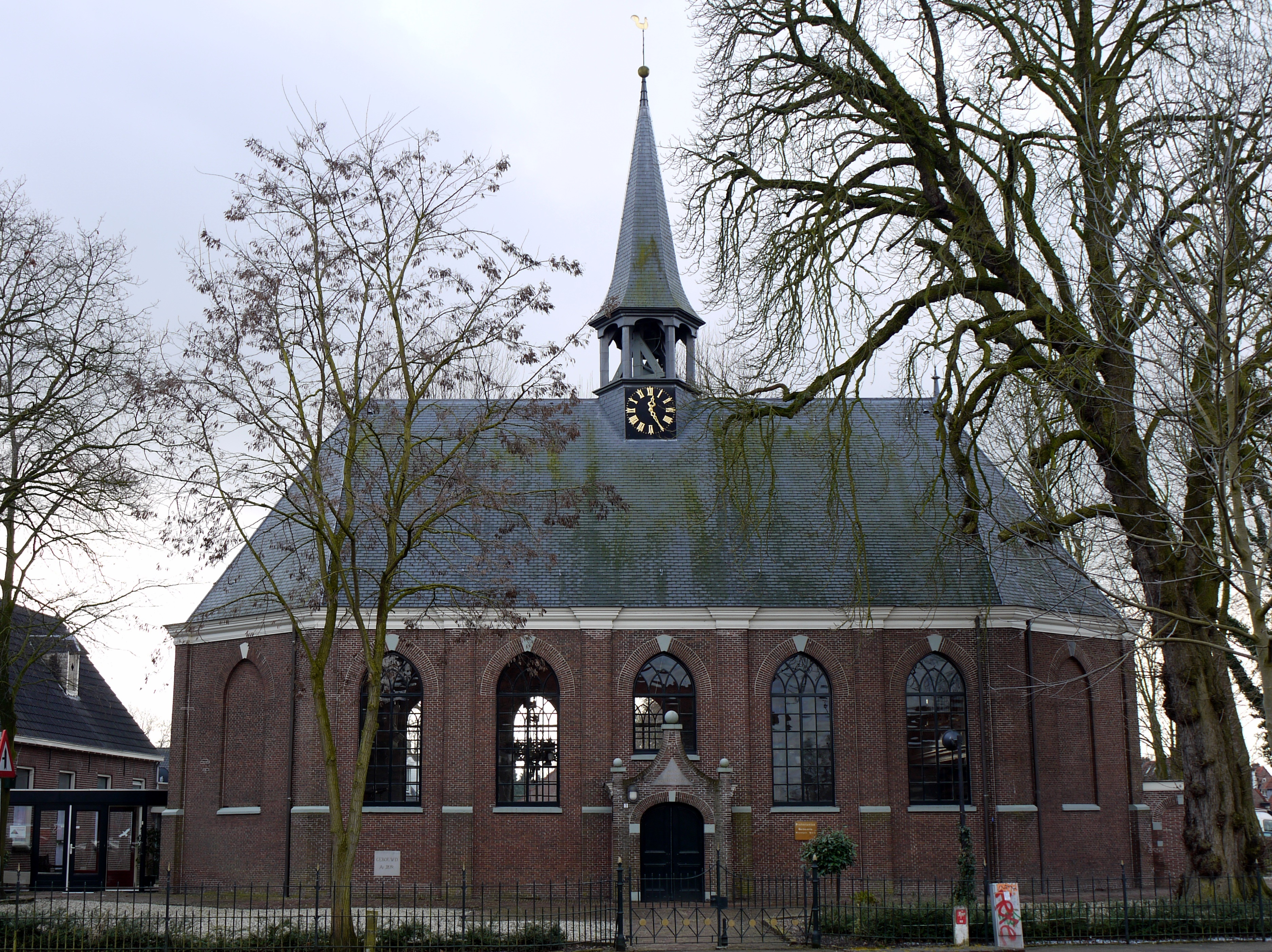
NH-kerk aan de Nedereindseweg 3, Nieuwegein (Jutphaas), gebouwd in 1819 (rijksmonument)
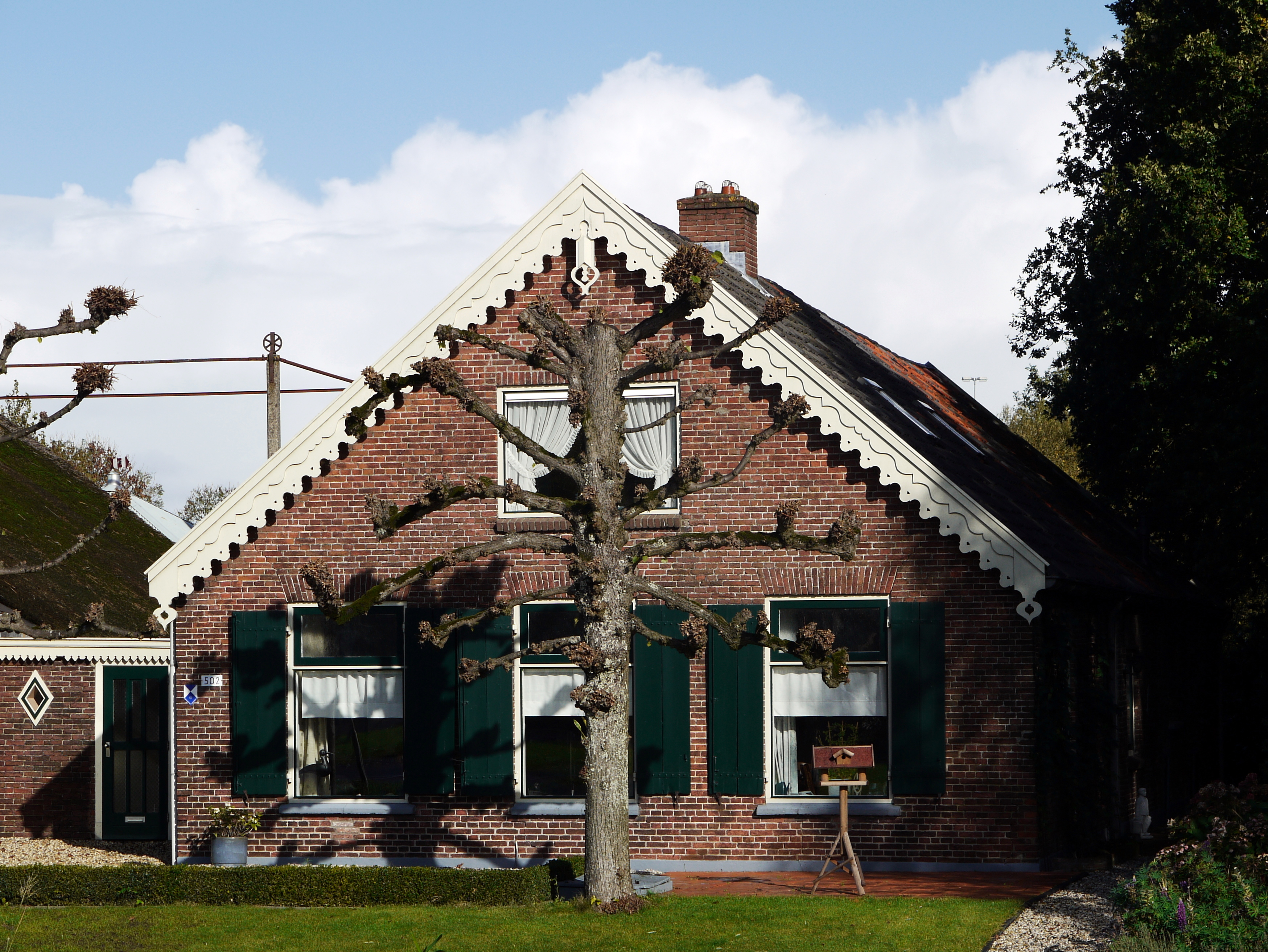
Boerderij aan de Nedereindseweg 502, gebouwd in de 17de eeuw (rijksmonument)
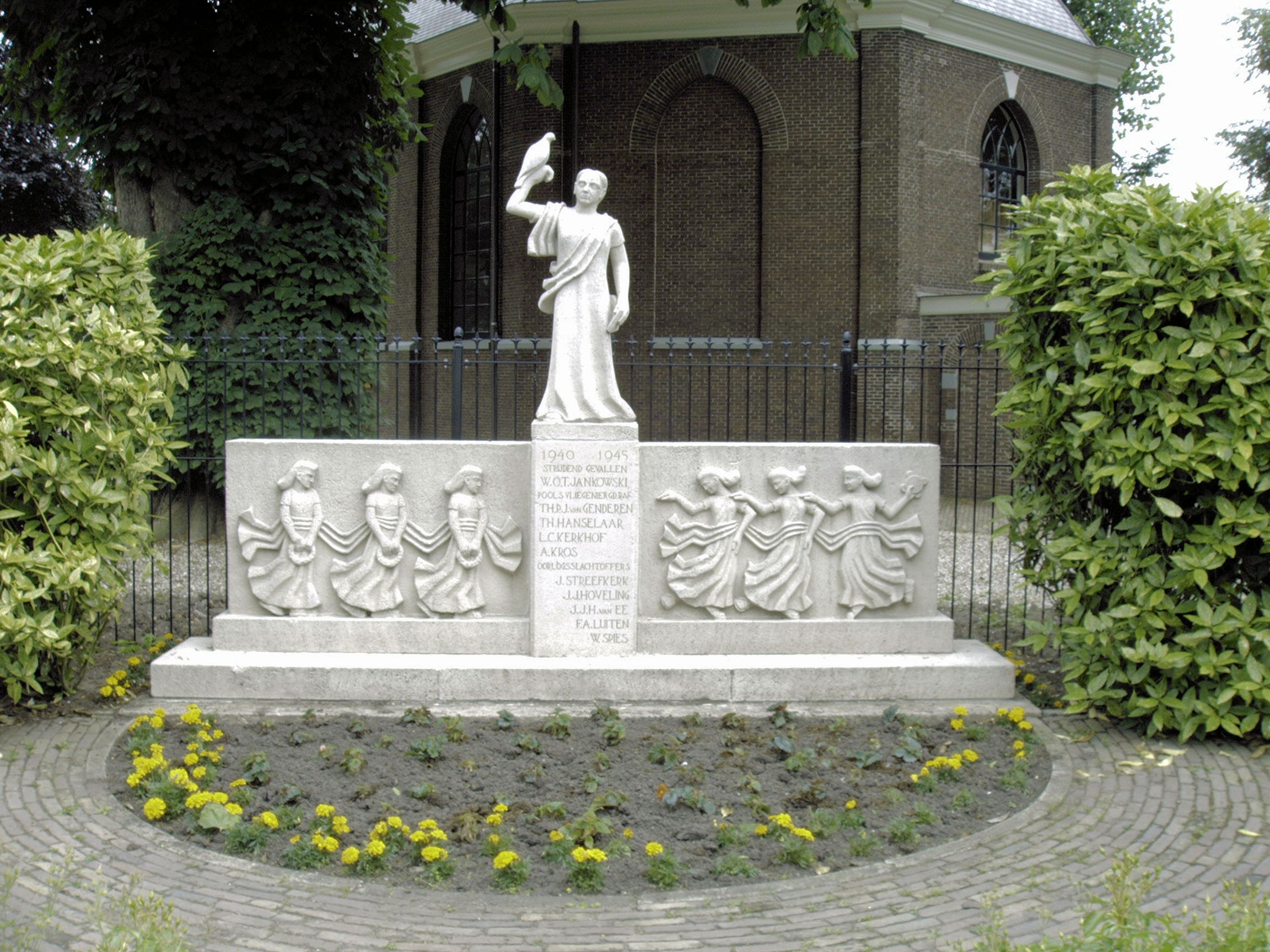
Monument voor Jutphase Oorlogsslachtoffers van Albert Dresmé